# The Angry Video Game Nerd
The Angry Video Game Nerd (с англ. — «Злобный видеоигровой задрот», сокращается до AVGN) — главный герой одноимённого видеошоу, серии обзоров видеоигр для игровых консолей прошлых лет. Обзоры посвящены критике низкокачественных видеоигр в юмористическом стиле.
Серия видеороликов создана Джеймсом Д. Рольфом, исполняющим роль главного героя. В мае 2004 года Рольф опубликовал несколько роликов на своём сайте, а в 2006 году они были загружены на YouTube, где обрели широкую популярность. После этого ролики публиковались на сайте ScrewAttack и позже на сайте GameTrailers до его закрытия. По данным GameTrailers, размещённые на нём серии имели от полумиллиона до двух миллионов просмотров. Впоследствии шоу выходило исключительно на YouTube-канале Рольфа Cinemassacre.
На момент появления шоу называлось The Angry Nintendo Nerd. В 15 выпуске название было изменено, чтобы не нарушать торговый знак Nintendo и в будущем иметь возможность делать обзоры на игры для других игровых консолей.

## Сюжет
Основой большинства серий являются обзоры низкокачественных видеоигр, игровых консолей, аксессуаров для них, и других вещей, связанных с видеоиграми прошлых лет. В основном это игры на 8 и 16-разрядных игровых консолях, реже — на более современных. Обзоры ведутся с точки зрения взрослого человека, в детстве игравшего в эти игры. Герой шоу, вынесенный в заглавие, — стереотипный нерд, гиперэмоциональный «зануда-очкарик» (этот образ существенно отличается от реального Джеймса Рольфа — в видеодневниках, посвящённых созданию шоу, он спокоен, и чаще одевается как металлист). Обычно, Нерд начинает обзор в спокойном состоянии, рассказывая общую информацию о предмете обзора и свои ранние впечатления о нём. В процессе обзора, вдаваясь в детали, Джеймс начинает постепенно раздражаться из-за недостатков предмета обзора, доходя до крайней степени раздражения к концу обзора. Иногда он пытается успокоиться, употребляя пиво, или не может сдержаться и вымещает свои эмоции на предмете обзора, например, уничтожая копию видеоигры разными способами. Все это сопровождается обильными нецензурными комментариями.
Ранние серии представляли собой записи игрового процесса с закадровым голосом. В последующих сериях Нерд стал появляться в кадре, более наглядно демонстрируя свои эмоции. Также в шоу стали появляться различные персонажи, связанные с предметом обзора — например, герои рассматриваемой видеоигры, и развивающиеся в процессе обзора сюжеты. Роли дополнительных персонажей обычно исполняют Майк Матей и Кевин Финн. В некоторых сериях роль таких персонажей исполнял сам Джеймс, дублируя своё изображение. Также в некоторых сериях используются простые физические и компьютерные спецэффекты, такие как левитация предметов на леске или выстрелы и взрывы, накладываемые на изображение.

## Создатели

### Джеймс Д. Рольф
Автор идеи и исполнитель главной роли шоу. Джеймс с детства увлекается съёмками любительских короткометражных фильмов. Он создал небольшую компанию Cinemassacre, в которой реализует своё увлечение. AVGN является самым успешным проектом Джеймса. Помимо AVGN, Джеймс также работает над другими мини-шоу, такими как You Know What’s Bullshit? (выражение эмоций по поводу нелогичных явлений из повседневной жизни) и Board James (обзоры настольных игр). С 2008 года он пишет обзоры кинофильмов для Spike TV. В роли AVGN Джеймс появляется на публичных мероприятиях, связанных с видеоиграми.

### Майк Матей
Бывший соавтор шоу. Автор изображений-заставок, появляющихся в начале каждой серии шоу, исполнитель ролей разных персонажей. Он ушёл в 2021 году, чтобы сосредоточиться на своей сольной стриминговой карьере на Twitch.

### Кайл Джастин
Автор заглавной музыкальной темы, соавтор и исполнитель заглавной песни. Также сочинил и исполнил некоторые другие песни, звучавшие в шоу. Исполнил роль «парня с гитарой» и Человека-Паука в нескольких сериях шоу.

### Кевин Финн
Соавтор шоу. Исполнил роли ниндзя и «Багованного» Гремлина в двух эпизодах.

## Angry Video Game Nerd: The Movie
23 сентября 2010 года, Джеймс Рольф опубликовал видео, в котором он рассказал о своём намерении снять фильм о своём персонаже, и о том, что он будет выпущен в ближайшее время. Давний друг Рольфа, Кевин Финн, помогал ему закончить сценарий, который, по его словам, будет выполнен в духе фильма «Мир Уэйна», в том смысле, что это будет фильм о человеке, который рассматривает игры, а не полнометражный обзор игры. В своём обзоре на игры по фильмам Стивена Спилберга, он анонсировал, что в фильме он будет рассматривать одну из «самых худших видеоигр за всю историю» — E.T. (Atari 2600). 20 июня на сайте вышло видео, которое подтвердило это.
Рольф первоначально планировал приостановить производство серий AVGN, чтобы дать себе время для создания фильма, но в конце концов он продолжил делать выпуски новых серий. 1 июня Джеймс Рольф выпустил ещё одно видео на своём сайте, в котором он рассказал о своих планах и приглашал людей на свободный кастинг. Открытый кастинг был проведен в Филадельфии и Далласе, другой кастинг был организован Channel Awesome, и состоялся в Чикаго, прослушиванием занимался Дуглас Уокер (Nostalgia Critic).
Первоначально планировалось, что Джеймс сам будет финансировать производство фильма, но затем ряд спонсоров выразил желание помочь проекту. Также проект был размещен на краудфандинговом сайте IndieGoGo для сбора пожертвований. Целью этого размещения было получение дополнительного финансирования в виде небольших пожертвований. Планировалось, что за месяц при помощи IndieGoGo удастся получить 75 000 долларов, однако эта цель была достигнута уже за первую неделю, а к концу срока итоговая сумма пожертвований составила 325 927 долларов.

## The Angry Video Game Nerd Adventures
The Angry Video Game Nerd Adventures — компьютерная игра в жанре платформер, разработанная FreakZone Games и изданная ScrewAttack Entertainment в 2013 году на персональных компьютерах под управлением Windows, и в 2015 году на Nintendo Wii U и Nintendo 3DS. Игра основана на одноимённом интернет-шоу Джеймса Рольфа. Выполненная в ретро-стилистике, AVGN Adventures пародирует игры, которые обозревал Джеймс, и содержит многочисленные отсылки как к эпизодам шоу, так и к самим играм. Для игры особенна высокая сложность.
В 2016 году вышло продолжение The Angry Video Game Nerd Adventures 2: ASSimilation, а в 2020 году вышел ремастер обеих игр под названием Angry Video Game Nerd I & II Deluxe.

## Творчество поклонников
Популярность шоу в интернете привела к созданию его поклонниками множества произведений по его мотивам. Творчество поклонников включает несколько компьютерных игр, множество иллюстраций, а также большое количество кавер-версий заглавной музыкальной темы, исполненной в разных музыкальных стилях. Часть творчества поклонников используется в некоторых сериях шоу.
Кроме того, Рольф является основоположником жанра, в котором ныне работает множество других подобных обозревателей, некоторые из них достигли определённой известности и популярности, это прежде всего: Nostalgia Critic, SpoonyOne, Ebeeto, UrinatingTree, Stanburdman, Yahtzee, Илья Мэддисон.
Геймдизайнер Эрик Рут создал игру Angry Video Game Nerd’s Angry Video Game в стиле 8-битной графики, аналогичную консоли NES и посвящённую обозревателю. При этом игровой процесс комментируется самим Джеймсом Рольфом.